# Pjesma Eurovizije 1999.
Eurovizija 1999 je bila 44. Eurovizija, a održana je 29. svibnja 1999. u dvorani Usshishkin u Jeruzalemu, Izrael. Voditelji su bili Yigal Ravid, novinar IBA, Dafna Dekel, pjevačica koja je već sudjelovala na natjecanju i predstavljala Izrael 1992. te zauzela 6. mjesto (njezina izvedba je emitirana kao podsjetnik na Euroviziji 1999. ) i Sigal Shahamon, popularan model i TV domaćin koji je vodio Kdam (izraelski predizbor za natječaj). Ovo je drugi put da je natjecanje održano izvan Europe. Prvi put je predstavljeno natjecanje s više od dva voditelja i prvi put je otkazan orkestar. Natjecanje je osvojila Charlotte Nilsson koja je predstavljala Švedsku s pjesmom "Take Me to Your Heaven" (švedska verzija: Tusen och en natt). Charlotte je Švedskoj donijela ukupno četvrtu pobjedu, a drugu u 90-ima nakon Carole 1991.

## Rezultati
| Broj | Zemlja                 | Jezik                      | Pjevač                        | Pjesma                                   | Pozicija | Bodovi |
| ---- | ---------------------- | -------------------------- | ----------------------------- | ---------------------------------------- | -------- | ------ |
| 1    | Litva                  | samogitijski               | Aistė                         | "Strazdas"                               | 20       | 13     |
| 2    | Belgija                | engleski                   | Vanessa Chinitor              | "Like The Wind"                          | 12       | 38     |
| 3    | Španjolska             | španjolski                 | Lydia                         | No quiero escuchar                       | 23       | 1      |
| 4    | Hrvatska               | hrvatski                   | Doris Dragović                | "Marija Magdalena"                       | 4        | 118    |
| 5    | Ujedinjeno Kraljevstvo | engleski                   | Precious                      | "Say It Again"                           | 12       | 38     |
| 6    | Slovenija              | engleski                   | Darja Švajger                 | "For A Thousand Years"                   | 11       | 50     |
| 7    | Turska                 | turski                     | Tuğba Önal                    | "Dön Artık"                              | 16       | 21     |
| 8    | Norveška               | engleski                   | Stig Van Eijk                 | "Living My Life Without You"             | 14       | 35     |
| 9    | Danska                 | engleski                   | Trine Jepsen & Michael Teschl | "This Time I Mean It"                    | 8        | 71     |
| 10   | Francuska              | francuski                  | Nayah                         | "Je veux donner ma voix"                 | 19       | 14     |
| 11   | Nizozemska             | engleski                   | Marlayne                      | "One Good Reason"                        | 8        | 71     |
| 12   | Poljska                | poljski                    | Mietek Szczesniak             | "Przytul mnie mocno"                     | 17       | 19     |
| 13   | Island                 | engleski                   | Selma                         | "All Out of Luck"                        | 2        | 146    |
| 14   | Cipar                  | grčki                      | Marlain                       | "Tha 'Ne Erotas" (Θα 'ναι έρωτας)        | 22       | 2      |
| 15   | Švedska                | engleski                   | Charlotte Nilsson             | "Take Me to Your Heaven"                 | 1        | 163    |
| 16   | Portugal               | portugalski                | Rui Bandeira                  | "Como tudo começou"                      | 21       | 12     |
| 17   | Irska                  | engleski                   | The Mullans                   | "When You Need Me"                       | 17       | 18     |
| 18   | Austrija               | engleski                   | Bobbie Singer                 | "Reflection"                             | 10       | 65     |
| 19   | Izrael                 | engleski, hebrejski        | Eden                          | "Yom Huledet "                           | 5        | 93     |
| 20   | Malta                  | engleski                   | Times Three                   | "Believe 'n Peace"                       | 15       | 32     |
| 21   | Njemačka               | njemački, turski, engleski | Sürpriz                       | "Reise nach Jerusalem - Kudüs'e seyahat" | 3        | 140    |
| 22   | Bosna i Hercegovina    | bošnjački, francuski       | Dino & Béatrice               | "Putnici"                                | 7        | 86     |
| 23   | Estonija               | engleski                   | Evelin Samuel & Camille       | "Diamond of Night"                       | 6        | 90     |

## Karta
| Pjesma Eurovizije | Pjesma Eurovizije |
| --- | ----------------- |
| |                   |
| 01956. • 1957. • 1958. • 1959. • 1960. 1961. • 1962. • 1963. • 1964. • 1965. • 1966. • 1967. • 1968. • 1969. • 1970. 1971. • 1972. • 1973. • 1974. • 1975. • 1976. • 1977. • 1978. • 1979. • 1980. 1981. • 1982. • 1983. • 1984. • 1985. • 1986. • 1987. • 1988. • 1989. • 1990. 1991. • 1992. • 1993. • 1994. • 1995. • 1996. • 1997. • 1998. • 1999. • 2000. 2001. • 2002. • 2003. • 2004. • 2005. • 2006. • 2007. • 2008. • 2009. • 2010. 2011. • 2012. • 2013. • 2014. • 2015. • 2016. • 2017. • 2018. • 2019. • 2020. 2021. • 2022. • 2023. • 2024. • 2025. |                   |

| Pjesma Eurovizije | Pjesma Eurovizije |
| --- | ----------------- |
| |                   |
| 01956. • 1957. • 1958. • 1959. • 1960. 1961. • 1962. • 1963. • 1964. • 1965. • 1966. • 1967. • 1968. • 1969. • 1970. 1971. • 1972. • 1973. • 1974. • 1975. • 1976. • 1977. • 1978. • 1979. • 1980. 1981. • 1982. • 1983. • 1984. • 1985. • 1986. • 1987. • 1988. • 1989. • 1990. 1991. • 1992. • 1993. • 1994. • 1995. • 1996. • 1997. • 1998. • 1999. • 2000. 2001. • 2002. • 2003. • 2004. • 2005. • 2006. • 2007. • 2008. • 2009. • 2010. 2011. • 2012. • 2013. • 2014. • 2015. • 2016. • 2017. • 2018. • 2019. • 2020. 2021. • 2022. • 2023. • 2024. • 2025. |                   |